# أرض التحالف (فلم)
أرض التحالف (بالإنحليزية: Cartel Land)، هو فيلم وثائقي-درامي، من إخراج ماثيو هينيمان يتكلم عن توثيق للعالم الداخلي المتعلق بتحالفات تجارة المخدرات في المكسيك وحرب المكسيك على المخدرات.
رشح الفيلم لجائزة الاوسكار عام 2016 عن فئة أفضل فيلم وثائقي ولكنه لم يفز بها. فاز المخرج ماثيو هينيمان بجائزة أفضل مصور سنمائي في مهرجان صاندانس السينمائي عام 2015، وحصل على جائزى أفضل إخراج لفيلم وثائقي من قبل نقابة المخرجين الأمريكيين،
صدر الفيلم في تاريخ 3 يوليو 2015 في الولايات المتحدة، بلغت ايرادات الفيلم أكثر من 750 الف دولار أمريكي.

## ملخص القصة
يوثق الفيلم على نحو غير مسبوق كافة وجهات النظر على كلا الجانبين، عما يحدث عبر الحدود الأمريكية/المكسيكية بين كافة التحالفات الكبرى لعالم المخدرات في (المكسيك)، وهو ما يفجر بدوره المناقشات حول دور القانون في الأمر، ودور المواطنين في هذه الفوضى التي تجتاح الحدود.